# 2019年メキシコグランプリ
2019年メキシコグランプリ（2019 Mexican Grand Prix）は、2019年のF1世界選手権第18戦として、2019年10月27日にエルマノス・ロドリゲス・サーキットで開催された。
正式名称は「Formula 1 Gran Premio de México 2019」。

## 背景
タイヤ
本レースでピレリが用意するドライタイヤのコンパウンドは、ハード（白）：C2、ミディアム（黄）：C3、ソフト（赤）：C4の組み合わせ。
ルイス・ハミルトンのドライバーズチャンピオン獲得の条件
本レース開始前の時点でチャンピオンを獲得できる可能性があるのは、ランキング首位のルイス・ハミルトンと2位のバルテリ・ボッタスのメルセデス勢に絞られた。ハミルトンはボッタスを64点リードしているが、本レース終了後にその差を78点に広げれば、ハミルトンの3年連続6度目のチャンピオンが決定する。ハミルトンが4位以下あるいはボッタスが3位以上の場合、ハミルトンのチャンピオン決定は次戦アメリカGP以降に持ち越しとなる。
開催契約の延長
本年までとなっていたメキシコGPの開催契約は、メキシコ政府の財政支援打ち切りにより継続が危ぶまれていたが、メキシコ出身のセルジオ・ペレスの存在により民間からの支援が集まり、8月8日に2022年までの延長契約が結ばれた。契約に当たり、メキシコシティ市のサポートを強調するため、2021年から「メキシコシティグランプリ」に改名する予定。
サーキット
FIAは、エルマノス・ロドリゲス・サーキットのDRSゾーンを従来の2ヶ所（ホームストレートとターン3-4）に加え、ターン11-12にも設定して3ヶ所とした。ターン11の出口にセンサーを設置し、トラックリミット違反の監視を強化する。トラックリミットに違反した場合、その周のタイムが抹消される。さらに、ターン1-3、ターン8、ターン11でコースオフを喫し、エイペックスを通過できなかったドライバーは、ランオフエリアに設置されたボラードなどの指示に従って安全にコースに合流することも通知した。

## エントリー
レギュラーシートは前戦日本GPから変更なし。ウィリアムズはニコラス・ラティフィをブラジルGPまでの3戦連続で金曜午前のFP1に出走させる。

## フリー走行
FP1（金曜午前）
前日夜からの降雨は止んでいたが、路面はところどころにウエットパッチが残り、気温16度、路面温度20度でセッションは始まった。週末を通して雨がちな予報が出ていたことから、今後のセッションのためにインターミディエイトタイヤを温存したい思惑もあり、最初のインスタレーションラップを終えてから開始25分までの間にタイムを記録するドライバーはいなかったが、ロバート・クビサに代わって出走するニコラス・ラティフィがソフトタイヤでコースインしてから、各車スリックタイヤで走行を開始した。路面のコンディションは少しずつ改善されていき、トップタイムも次々と更新されていった。開始40分に1セット目のタイヤを返却するため各車ピットインすると、各チームがマシンのセットアップを変更するためにしばらくコースインするマシンがない状況が続いた。残り40分を切り、ラティフィがコースインしてから再び各車コースインするマシンが増えた。しかし、残り33分にメルセデス勢がアタックしようとした際に、ランス・ストロールがターン16で挙動を乱してバリアにクラッシュしてしまう。ピットの入り口が近かったため、ストロールはそのまま自走でピットインしたが、バリアの修復のため赤旗が出された。12分間の中断後、ルイス・ハミルトンがソフトタイヤで1分17秒327のトップタイムを出した。シャルル・ルクレールはハミルトンに0.119秒及ばず2番手だったが、ミディアムタイヤで記録したものであった。
FP2（金曜午後）
雲も薄くなり、気温20度、路面温度35度まで上昇した。序盤はフェラーリ勢がミディアムタイヤでトップタイムを更新し続け、同じくミディアムタイヤを履いたマックス・フェルスタッペンが肉薄する展開だったが、開始15分過ぎにアレクサンダー・アルボンがターン7でクラッシュしたため赤旗中断となった。13分後に再開され、メルセデス勢はハミルトンがミディアム、バルテリ・ボッタスがハードとタイヤを使い分けて走行する。残り1時間を切ったところでピエール・ガスリーがミディアムタイヤでトップタイムのベッテルに肉薄し、フェルスタッペンはミディアムタイヤでベッテルと同タイムを記録する。フェラーリ勢は週末で初めてソフトタイヤを使用し、両者ともタイムをミディアムタイヤより1秒縮め、ベッテルは1分16秒607のトップタイムを記録した。フェルスタッペンはベッテルに0.115秒差の2番手で、フェラーリ勢に食らいついた。残り30分ほどになると、各車とも決勝に向けてタイヤのデータを収集するためロングランを始めた。メルセデス勢はソフトタイヤでのアタックがいまいち伸びなかったが、ロングランではハミルトンがミディアムタイヤで、ボッタスがハードタイヤで光る速さを見せた。
FP3（土曜午前）
夜間に雨が降り、路面は所々乾いた箇所もあったがウエットコンディション状態、気温15度、路面温度20度でスタートした。全車インターミディエイトタイヤを履いて走行を始めたが、開始10分の時点でタイムを残したのはレッドブル勢のみで、開始20分の時点でも6台だけだった。路面の乾きが遅く、スリックタイヤで走行できる状況にならないままセッション後半を迎え、残り17分になってキミ・ライコネンがソフトタイヤで走行を始めると、他車も次第にコースインしていった。路面の乾きも進んでいったセッション終盤、多くのチームが予選シミュレーションを敢行し、ルクレールが1分16秒145でトップ、ベッテルも0.027秒差で続き2番手とフェラーリ勢が1-2でセッションを終えた。メルセデス勢もアタックをまとめ、ボッタスがルクレールに0.114秒差の3番手、ハミルトンも4番手とフェラーリ勢に迫った。逆にレッドブル勢はトラフィックに引っかかってタイムをまとめられずフェルスタッペンが6番手、アルボンは8番手に終わった。ルノー勢はダニエル・リカルドがマシントラブルで全く走行できず、ニコ・ヒュルケンベルグもタイムを記録できずと散々なセッションとなった。

## 予選
2019年10月26日 13:00 CDT(UTC-5)
気温19度、路面温度34度、路面は乾きドライコンディションで行われた。
Q3ではマックス・フェルスタッペンがトップタイムを記録し、ポールポジションを獲得したかに見えたが、最後のアタックでバルテリ・ボッタスがクラッシュしたことによる黄旗を無視したため、フェルスタッペンには3グリッド降格のペナルティが科された。これにより、シャルル・ルクレールが今季7回目のポールポジションを獲得し、チームメイトのセバスチャン・ベッテルも2番手に繰り上がり、フェラーリ勢がフロントローを独占した。結局フェラーリ勢が6戦連続のポールポジションを記録する形となり、ルイス・ハミルトンが3番手、フェルスタッペンは4番手からスタートすることとなった。予選トップのドライバーがグリッド降格によりポールポジションを獲得できなかったのは、2005年イタリアGPのキミ・ライコネンや2012年モナコGPのミハエル・シューマッハの例がある。Q3でクラッシュしたボッタスは6番手に終わり、アレクサンダー・アルボンは5番手でメルセデス勢の間に割って入った。以下、マクラーレン勢が4列目、トロ・ロッソ勢が5列目を占めた。
フェルスタッペンの黄旗区間での減速を怠った一件について、決勝終了後のトップ3に対する記者会見においてハミルトンとベッテルが彼を批判したが、両者とも黄旗もしくは赤旗中のスピード違反を犯した経歴があり、一方的に批判する言動については苦言を呈するメディアもあった。

### 予選結果
| 順位                | No. | ドライバー                   | コンストラクター                   | Q1       | Q2       | Q3       | Grid |
| ------------------- | --- | ---------------------------- | ---------------------------------- | -------- | -------- | -------- | ---- |
| 1                   | 33  | マックス・フェルスタッペン   | レッドブル-ホンダ                  | 1:15.949 | 1:16.136 | 1:14.758 | 4 1  |
| 2                   | 16  | シャルル・ルクレール         | フェラーリ                         | 1:16.364 | 1:16.219 | 1:15.024 | 1    |
| 3                   | 5   | セバスチャン・ベッテル       | フェラーリ                         | 1:16.696 | 1:15.914 | 1:15.170 | 2    |
| 4                   | 44  | ルイス・ハミルトン           | メルセデス                         | 1:16.424 | 1:15.721 | 1:15.262 | 3    |
| 5                   | 23  | アレクサンダー・アルボン     | レッドブル-ホンダ                  | 1:16.175 | 1:16.574 | 1:15.336 | 5    |
| 6                   | 77  | バルテリ・ボッタス           | メルセデス                         | 1:17.062 | 1:15.852 | 1:15.338 | 6    |
| 7                   | 55  | カルロス・サインツ           | マクラーレン-ルノー                | 1:17.044 | 1:16.267 | 1:16.014 | 7    |
| 8                   | 4   | ランド・ノリス               | マクラーレン-ルノー                | 1:17.092 | 1:16.447 | 1:16.322 | 8    |
| 9                   | 26  | ダニール・クビアト           | トロ・ロッソ-ホンダ                | 1:17.041 | 1:16.657 | 1:16.469 | 9    |
| 10                  | 10  | ピエール・ガスリー           | トロ・ロッソ-ホンダ                | 1:17.065 | 1:16.679 | 1:16.586 | 10   |
| 11                  | 11  | セルジオ・ペレス             | レーシング・ポイント-BWTメルセデス | 1:17.465 | 1:16.687 |          | 11   |
| 12                  | 27  | ニコ・ヒュルケンベルグ       | ルノー                             | 1:17.608 | 1:16.885 |          | 12   |
| 13                  | 3   | ダニエル・リカルド           | ルノー                             | 1:17.270 | 1:16.933 |          | 13   |
| 14                  | 7   | キミ・ライコネン             | アルファロメオ-フェラーリ          | 1:17.225 | 1:16.967 |          | 14   |
| 15                  | 99  | アントニオ・ジョヴィナッツィ | アルファロメオ-フェラーリ          | 1:17.794 | 1:17.269 |          | 15   |
| 16                  | 18  | ランス・ストロール           | レーシング・ポイント-BWTメルセデス | 1:18.065 |          |          | 16   |
| 17                  | 20  | ケビン・マグヌッセン         | ハース-フェラーリ                  | 1:18.436 |          |          | 17   |
| 18                  | 8   | ロマン・グロージャン         | ハース-フェラーリ                  | 1:18.599 |          |          | 18   |
| 19                  | 63  | ジョージ・ラッセル           | ウィリアムズ-メルセデス            | 1:18.823 |          |          | 19   |
| 20                  | 88  | ロバート・クビサ             | ウィリアムズ-メルセデス            | 1:20.179 |          |          | 20   |
| 107% time: 1:21.265 |     |                              |                                    |          |          |          |      |
| ソース:             |     |                              |                                    |          |          |          |      |

追記
- ^1 - フェルスタッペンはQ3で黄旗を無視したため、3グリッド降格とペナルティポイント2点が加算された（合計4点）[1][19]

## 決勝
2019年10月27日 13:10 CST(UTC-6)

### 展開
メルセデスの1ストップ戦略が功を奏し、ルイス・ハミルトンが2位のセバスチャン・ベッテルに対して2秒未満の差で優勝し、F1通算100勝目を挙げた。予選でメルセデス勢を下したフェラーリおよび近年このコースで強さを発揮していたレッドブル勢は、タイヤのデグラデーションが大きいと判断し両者2ストップ戦略を選択。だが、レッドブルはタイヤ戦略を読み違い失速したうえ、マックス・フェルスタッペンは予選のグリッド降格ペナルティ処分や序盤の接触によりライバル勢と勝負するチャンスを失い6位入賞で終わり、チームメイトのアレクサンダー・アルボンがフェルスタッペンの前である5位で完走した。
| 順位    | No. | ドライバー                   | コンストラクター                   | 周回数 | タイム/リタイア原因 | Grid | Pts.  |
| ------- | --- | ---------------------------- | ---------------------------------- | ------ | ------------------- | ---- | ----- |
| 1       | 44  | ルイス・ハミルトン           | メルセデス                         | 71     | 1:36:48.904         | 3    | 25    |
| 2       | 5   | セバスチャン・ベッテル       | フェラーリ                         | 71     | +1.766              | 2    | 18    |
| 3       | 77  | バルテリ・ボッタス           | メルセデス                         | 71     | +3.553              | 6    | 15    |
| 4       | 16  | シャルル・ルクレール         | フェラーリ                         | 71     | +6.368              | 1    | 13 FL |
| 5       | 23  | アレクサンダー・アルボン     | レッドブル-ホンダ                  | 71     | +21.399             | 5    | 10    |
| 6       | 33  | マックス・フェルスタッペン   | レッドブル-ホンダ                  | 71     | +1:08.807           | 4    | 8     |
| 7       | 11  | セルジオ・ペレス             | レーシング・ポイント-BWTメルセデス | 71     | +1:13.819           | 11   | 6     |
| 8       | 3   | ダニエル・リカルド           | ルノー                             | 71     | +1:14.924           | 13   | 4     |
| 9       | 10  | ピエール・ガスリー           | トロ・ロッソ-ホンダ                | 70     | +1 Lap              | 10   | 2     |
| 10      | 27  | ニコ・ヒュルケンベルグ       | ルノー                             | 70     | +1 Lap              | 12   | 1     |
| 11      | 26  | ダニール・クビアト           | トロ・ロッソ-ホンダ                | 70     | +1 Lap 1            | 9    |       |
| 12      | 18  | ランス・ストロール           | レーシング・ポイント-BWTメルセデス | 70     | +1 Lap              | 16   |       |
| 13      | 55  | カルロス・サインツ           | マクラーレン-ルノー                | 70     | +1 Lap              | 7    |       |
| 14      | 99  | アントニオ・ジョヴィナッツィ | アルファロメオ-フェラーリ          | 70     | +1 Lap              | 15   |       |
| 15      | 20  | ケビン・マグヌッセン         | ハース-フェラーリ                  | 69     | +2 Laps             | 17   |       |
| 16      | 63  | ジョージ・ラッセル           | ウィリアムズ-メルセデス            | 69     | +2 Laps             | 19   |       |
| 17      | 8   | ロマン・グロージャン         | ハース-フェラーリ                  | 69     | +2 Laps             | 18   |       |
| 18      | 88  | ロバート・クビサ             | ウィリアムズ-メルセデス            | 69     | +2 Laps             | 20   |       |
| Ret     | 7   | キミ・ライコネン             | アルファロメオ-フェラーリ          | 58     | オーバーヒート      | 14   |       |
| Ret     | 4   | ランド・ノリス               | マクラーレン-ルノー                | 48     | 撤退                | 8    |       |
| ソース: |     |                              |                                    |        |                     |      |       |

ファステストラップ
- シャルル・ルクレール - 1:19.232（53周目）

ラップリーダー
- シャルル・ルクレール - 20周 (Lap 1-14, 38-43)
- セバスチャン・ベッテル - 23周 (Lap 15-37)
- ルイス・ハミルトン - 28周 (Lap 44-71)

追記
- ^FL - ファステストラップの1点を含む
- ^1 - クビアトは9位でフィニッシュしたが、最終ラップにヒュルケンベルグと接触した件でレース後に10秒のタイム加算ペナルティとペナルティポイント2点（合計4点）が科され、11位に降格した[27][28]

## 第18戦終了時点のランキング
|         | 順位 | ドライバー                 | ポイント |
| ------- | ---- | -------------------------- | -------- |
|         | 1    | ルイス・ハミルトン         | 363      |
|         | 2    | バルテリ・ボッタス         | 289      |
|         | 3    | シャルル・ルクレール       | 236      |
| 1       | 4    | セバスチャン・ベッテル     | 230      |
| 1       | 5    | マックス・フェルスタッペン | 220      |
| ソース: |      |                            |          |

|         | 順位 | コンストラクター    | ポイント |
| ------- | ---- | ------------------- | -------- |
|         | 1    | メルセデス          | 652      |
|         | 2    | フェラーリ          | 466      |
|         | 3    | レッドブル-ホンダ   | 341      |
|         | 4    | マクラーレン-ルノー | 111      |
|         | 5    | ルノー              | 73       |
| ソース: |      |                     |          |

- 注：ドライバー、コンストラクター共にトップ5のみ表示。